# Каменка (Мазановский район)
В Архаринском районе Амурской области тоже есть село Каменка.
Ка́менка — село в Мазановском районе Амурской области России. Входит в состав Белояровского сельсовета.

## География
Село находится около левого берега реки Зея, на расстоянии 7 км (по прямой) к юго-западу от села Белоярово, центра сельсовета, и 20 км (по прямой) к юго-западу от села Новокиевский Увал, административного центра района.
Через Каменку проходит автодорога областного значения Свободный — Новокиевский Увал — Экимчан — Златоустовск.

## Население
| 2002 | 2010 | 2012 | 2013 | 2014 | 2015 | 2016 |
| ---- | ---- | ---- | ---- | ---- | ---- | ---- |
| 90   | ↘20  | ↘16  | ↘14  | ↘13  | →13  | ↘10  |
| 2017 | 2018 |      |      |      |      |      |
| →10  | ↗11  |      |      |      |      |      |

## Улицы
- пер. Озёрный,
- ул. Центральная.